# Cristina Fenollar
Cristina Fenollar   (Alacant, 1965 - Alacant, 3 de juny de 2025) fou una actriu valenciana, amb una dilatada carrera tant en teatre, cinema com en televisió.
Va nàixer al barri de Sant Gabriel de la capital alacantina, on també va viure els darrers anys de vida. Formada a l'Escola Superior d'Art Dramàtic de València, va treballar també a Madrid i Barcelona. El seu darrer treball dalt dels escenaris del teatre fou de la mà del dramaturg Paco Sanguino amb l'obra Ulisses in Berlin, estrenada el 2014 a la Mostra de Teatre Espanyol d'Autors Contemporanis amb altres actors com Toni Misó, Juli Mira i Manuel Ochoa. També va treballar en moltes ocasions amb la companyia La Pavana amb directors com Carles Alfaro o Rafael Calatayud.
A la televisió va participar en diversos projectes com les sèries de Televisió Valenciana Maniàtics (2007-2008) o Senyor Retor (2011); a produccions d'àmbit espanyol Aída, Hospital Central, El Comisario, Yo soy Bea, El auténtico Rodrigo Leal o Compañeros. A Catalunya va formar part de l'equip de presentadors del late night Set de nit presentat per Toni Soler. Pel que fa al cinema, Cristina Fenollar actuà a pel·lícules com Déjate caer de Jesús Ponce (2006), Dripping de Vicent Monsonís (2000) i Nadie como tú de Criso Renovell (1998).
Va rebre el reconeixement del sector, la premsa o el públic amb el Premi Turia a la millor contribució teatral de l’any 1994; el 2001 el Premi Tirant a la millor actriu secundària de televisió; el 2020 el Premi Narcís del Sindicat d’Actors i Actrius del País Valencià; i el 2022 el Premi José Estruch, en una gala celebrada al Teatre Principal d’Alacant.